# John Archibald Wheeler
John Archibald Wheeler (sinh 9 tháng 7 năm 1911 – mất 13 tháng 4 năm 2008) là nhà vật lý lý thuyết người Mỹ. Ông là một trong những cộng tác viên cuối cùng của Albert Einstein, ông cũng nỗ lực hoàn thiện giấc mơ của Einstein về lý thuyết trường thống nhất. Ông là người đưa ra thuật ngữ black hole, quantum foam và wormhole và câu nói "it from bit". Wheeler có nhiều đóng góp cho quá trình nghiên cứu phản ứng phân hạch hạt nhân khi ông tham gia dự án Manhattan. Ông là người đã thúc đẩy các nhà vật lý tham gia vào nghiên cứu và phát triển thuyết tương đối rộng, đồng thời ông là đồng tác giả (cùng với hai sinh viên của mình là Charles Misner và Kip Thorne) của cuốn sách rất dày Gravitation về lý thuyết này. Ngoài ra John Wheeler còn nổi tiếng với khả năng sư phạm và có nhiều sinh viên nổi tiếng từng dưới sự dẫn dắt của ông, trong đó có Richard Feynman.